# Concilio di Firenze (1055)
Il Concilio di Firenze del 1055 fu un concilio non ecumenico che si tenne nella città toscana e fu tra gli avvenimenti che segnarono la rinascita della città dopo l'anno Mille.
Papa Vittore II si incontrò con l'Imperatore Enrico III sotto la protezione del vescovo Gherardo (futuro Papa Niccolò II) per discutere l'atteggiamento da adottare sulla dirompente simonia e la pratica del concubinato nel clero. Vi parteciparono 120 vescovi.
Queste pratiche vennero severamente condannate, rafforzando la presa di posizione di papa Leone IX ed accogliendo le proposte di riforma provenienti dal popolo e da nuovi ordini come quello dei vallombrosani, il cui fondatore san Giovanni Gualberto fu tra i più attivi ispiratori dei lavori.
Il concilio, i cui lavori iniziarono solennemente il 4 giugno, si tenne prevalentemente negli ambienti della chiesa di Santa Felicita e soprattutto nella cattedrale di Santa Reparata, abbellita per l'occasione con absidi, torrette ed un portico antistante l'entrata, secondo lo stile "romanico" (termine coniato solo nel XIX secolo) di influsso cluniacense.